# Кубок домашних наций 1906
Кубок домашних наций 1906 (англ. 1906 Home Nations Championship — Чемпионат домашних наций 1906) — 24-й в истории регби Кубок домашних наций, прародитель современного регбийного Кубка шести наций. Турнир прошёл с января по март и стал подготовительным этапом к серии встреч со сборной ЮАР, совершавшей турне по Британским островам и Франции.
Победу на турнире разделили команды Уэльса и Ирландии (хотя разница очков у Уэльса была больше, чем у Ирландии). В том же году один выставочный внеконкурсный матч провела сборная Франции, впервые в истории встретившись со сборной Англии.

## Итоговая таблица
| Место | Сборная   | Игры    | Игры   | Игры  | Игры      | Очки в матчах* | Очки в матчах* | Очки в матчах* | Очки в турнире** |
| Место | Сборная   | Сыграно | Победы | Ничьи | Проигрыши | Забито         | Пропущено      | Разница        | Очки в турнире** |
| ----- | --------- | ------- | ------ | ----- | --------- | -------------- | -------------- | -------------- | ---------------- |
| 1     | Ирландия  | 3       | 2      | 0     | 1         | 33             | 25             | +8             | 4                |
| 1     | Уэльс     | 3       | 2      | 0     | 1         | 31             | 17             | +14            | 4                |
| 3     | Шотландия | 3       | 1      | 0     | 2         | 19             | 24             | −5             | 2                |
| 3     | Англия    | 3       | 1      | 0     | 2         | 18             | 35             | −17            | 2                |

*В этом сезоне очки начислялись по следующим правилам: попытка — 3 очка, забитый после попытки гол — 2 очка, дроп-гол — 4 очка, гол с отметки — с 4 очков снизился до 3, гол с пенальти — 3 очка.

**Два очка за победу, одно за ничью, ноль за поражение.

## Сыгранные матчи
- 13 января 1906, Ричмонд (Лондон): Англия 3:16 Уэльс
- 3 февраля 1906, Кардифф: Уэльс 9:3 Шотландия
- 10 февраля 1906, Лестер: Англия 6:16 Ирландия
- 24 февраля 1906, Дублин: Ирландия 6:13 Шотландия
- 10 марта 1906, Белфаст: Ирландия 11:6 Уэльс
- 17 марта 1906, Эдинбург: Шотландия 3:9 Англия
- 22 марта 1906, Париж: Франция 8:35 Англия (неофициальный матч)